# Басан (Бордо)
Басан (фр. Bassens) насеље је и општина у југозападној Француској у региону Аквитанија, у департману Жиронда која припада префектури Бордо.
По подацима из 2011. године у општини је живело 6.944 становника, а густина насељености је износила 676,14 становника/km². Општина се простире на површини од 10,27 km². Налази се на средњој надморској висини од 45 метара (максималној 56 m, а минималној 2 m).

## Демографија
| 1962. | 1968. | 1975. | 1982. | 1990. | 1999. | 2011. |
| ----- | ----- | ----- | ----- | ----- | ----- | ----- |
| 3.396 | 4.841 | 6.133 | 6.595 | 6.472 | 6.978 | 6.944 |

График промене броја становника у току последњих година